# Hermann Hähnle
Hermann Hähnle (* 5. Juni 1879 in Giengen; † 25. Oktober 1965 in Göppingen) war ein deutscher Erfinder, Naturfilmer und Naturschützer. Er war der erste Nachkriegs-Präsident des Deutschen Bundes für Vogelschutz, des heutigen NABU. Seine Mutter Lina Hähnle gründete 1899 diesen Bund.

## Leben
Hermann Hähnle wurde am 5. Juni 1879 in Giengen an der Brenz als fünftes Kind von Hans und Lina Hähnle geboren. Er wuchs in einer weltoffenen und wohlhabenden Industriellenfamilie auf. Sein Vater gründete 1858 in Giengen die Württembergische Wollfilzmanufaktur, die sich zu einem wichtigen Arbeitgeber in der Region entwickelte. Hans Hähnle war liberaler Politiker und gehörte dem Reichstag und dem Württembergischen Landtag an. Hermann Hähnles Mutter Lina Hähnle gründete 1899 den Bund für Vogelschutz, den Vorgängerbund des heutigen Naturschutzbundes Deutschland.
Hermann Hähnle besuchte in Stuttgart das Eberhard-Ludwigs-Realgymnasium und absolvierte ein Ingenieurstudium an der Technischen Hochschule Stuttgart. Dort gehörte er der Studentenverbindung „Akademische Gesellschaft Sonderbund“ an. Die ökonomische Basis durch den Betrieb seiner Familie erlaubte es Hermann Hähnle, schon um die Jahrhundertwende eine professionelle Filmkamera zu kaufen. Auf der Weltausstellung in Paris 1900 erwarb Hähnle verschiedene Apparate, um das Medium Film für die Naturkunde und den Naturschutz einzusetzen. 1902 entstanden erste Laufbilder von freilebenden Tieren.
Nach seinem Studium in Stuttgart ging er 1906 nach Giengen zurück. Im selben Jahr reiste Hähnle mit seinen Filmen von freilebenden Vögeln zu Vorführungen und Vorträgen an Schulen und auf Tagungen durch ganz Deutschland und warb für die Arbeit des Bundes für Vogelschutz. Nach seinem Studium arbeitete er als Ingenieur in den Filzfabriken seines Vaters und baute selbst die Gerschweiler Elektrische Centrale auf. Diese versorgte die gesamte Ostalb mit Strom. In dieser Zeit machte er viele Erfindungen und reichte fast 240 Patente ein.
1914 fertigte Hähnle erste Tier-Farbaufnahmen im Autochromverfahren nach Lumière. 1923 übergab er die Filme an die Firma Naturfilm Hubert Schonger für einen gebührenpflichtigen Verleih an Schulen. Im Juni 1928 heiratete er Gertrut Bergmann aus Karlsruhe.
Zwischen 1939 und 1960 war Hähnle Vorsitzender des Aufsichtsrats der Vereinigten Filzwerke. 1946 bis 1960 wurde er erster Nachkriegspräsident des Bundes für Vogelschutz. 1965 starb Hermann Hähnle im Göppinger Kreiskrankenhaus.

## Tierfilme
1902 gelangen Hähnle mit selbst gebauten Fernobjektiven erste Filmaufnahmen von freilebenden, scheuen Tieren. Die damalige Filmausrüstung war für Tieraufnahmen denkbar ungeeignet: Unhandliche Filmkameras mit langsamen Verschlusszeiten, schwere und lichtschwache Objektive und zu wenig lichtempfindliches Material machten Freilandaufnahmen zu einem unkalkulierbaren Abenteuer. In den folgenden Jahrzehnten hielt Hähnle Privates ebenso im Film fest wie Ereignisse der Zeitgeschichte. Er setzte sich in der Anfangszeit des bewegten Bildes für den qualitativen Kulturfilm ein. Bekannt wurde er aber vor allem für seine Natur- und Tierfilme.
Ihm gelangen erste Filmsequenzen von weit entfernten, kleinen und sich bewegenden Tieren, wie sie zuvor noch keinem Filmer gelungen waren. Hähnle präsentierte 1906 auf einer Tagung der Vereinigung der Ärzte und Naturforscher in Stuttgart erstaunliche Aufnahmen von Vögeln im Freiland. Er bemängelte selbst die schlechte Tiefenschärfe seiner Aufnahmen, da die Objektive eine geringe Tiefenschärfe hätten.
Hermann Hähnle setzte die zeitaufwendige Tierfilmerei später als Hobby neben seinem Beruf als Ingenieur fort und wurde z. B. durch Hugo Wolter und Karl Tautwein bei seiner Arbeit praktisch unterstützt. Er selbst unterstützte und animierte viele deutsche Naturfilmer, seltene Tierarten in Naturreservaten als „Natururkunden“ aufzunehmen.
Ab etwa 1908 filmte Hähnle Säbelschnäblern, Seeschwalben, Robben und Bibern auf „Vogelinseln“ an der deutschen Nord- und Ostseeküste und in Schutzgebieten an Seen und Flüssen. Die Gebiete waren vom Vogelschutzbund gekauft oder gepachtet worden. Hähnle schnitt diese Aufnahmen zusammen, ergänzte sie durch Standbilder und präsentierte diese auf den Vortragsveranstaltungen des Bundes für Vogelschutz. Bei der Vorführung des Films über aussterbende Tierarten wurden auch Paradiesvogel und Edelreiher gezeigt, deren Federn damals gerne als Modeschmuck getragen wurde. Als der Text „Deutsche Frau, verzichte auf solchen Hutschmuck“ oder „Deutsche Frau, verschmähe die Reiherfeder auf dem Hute“ eingeblendet wurde, sollen betroffene Damen laut Dokumenten aus Hähnles Nachlass spontan ihren Federschmuck abgesetzt haben.
Hähnle hielt immer Kontakt zu den wichtigsten Naturfotografen seiner Zeit, beeinflusste viele Tierfilmer und finanzierte für den Bund für Vogelschutz Expeditionen nach Europa, etwa in die Dolomiten, nach Polen oder ins Nordmeer.
Hermann Hähnle war von der Idee der „filmischen Urkunde“ fasziniert und kaufte viele Filmkopien. Im und nach dem Zweiten Weltkrieg wurden vieler dieser Kopien vernichtet. Nur ein Bruchteil seiner Sammlung blieb erhalten und wird heute unter anderem in der Landesfilmsammlung Baden-Württemberg im Stuttgarter Haus des Dokumentarfilms archiviert. Viele von Hähnles Filmstreifen sind heute wertvolle Urkunden über seltene Tierarten und Dokumente aus der Frühzeit des Naturschutzes in Europa, die auf Dokumentarfilmfesten gezeigt werden.

## Filme
- Hermann Hähnle: Immer in Bewegung... DVD, Haus des Dokumentarfilms – Europäisches Medienforum Stuttgart e.V.